# ルノーサムスン・QM5
QM5（キューエムファイヴ）は韓国の自動車メーカー・ルノーサムスン自動車（現・ルノーコリア自動車）が販売していたクロスオーバーSUVである。

## 概要
ルノーサムスンがフランス・ルノーの傘下となった後、同社と同社とパートナーシップを組む日産自動車との初のアライアンスにより誕生した。
そのルーツは2007年のソウルモーターショーに出品されたコンセプトカー「QMX」であり、QM5はそのデザインテイストを生かしつつ、市販化したモデルである。
詳細は後述するが、メカニズムのベースとなったのは日産のデュアリスやエクストレイルである（2010年モデルまでのカタログ文中にもはっきりと「NISSAN　PLATFORM & ALL-MODE 4WD」の記述があり、なおかつ2011年モデルのカタログ文中にも日産のSUVとプラットフォームを共用している旨が書かれている）。
欧州市場や韓国を除いたアジア市場、ならびにオセアニア市場にて発売される「ルノー・コレオス」は大半の部品を共用する兄弟車であり、ともにルノーサムスンの釜山工場にて生産される。インド市場へはセミノックダウン生産という形で輸出され、現地のルノーのチェンナイ工場にて完成車両（コレオス）として組み立てられる。これは完成車両にかかる関税を引き下げるための措置である。日本市場へは上述のコレオスとして2009年5月にルノーサムスン製車両初上陸を果たしている。

## 歴史

### H45型（2007年-2016年）

#### 前期（2007年-2011年）
- 2007年12月3日 - 発表、同月10日発売開始。当初は日産・ルノー共同開発のディーゼルエンジンのみであった（ちなみにQM5はルノーサムスン車初のディーゼル搭載車種）。韓国車として初めて米国・BOSE社と共同開発を行ったオーディオシステムを設定したほか、ISOFIX対応のリヤシート、カーテンシールドエアバッグ、広い面積を誇る2分割式のガラスサンルーフ（フロントはアウタースライド式）、インテリジェントスマートカードシステム&プッシュスタートボタン、電子式パーキングブレーキ（＝E-PKB、一部グレードと6MTを除く）[注釈 2]、三菱・アウトランダー[注釈 3]と同様の上下2分割式のリヤゲートなど様々な部分で利便性と安全性に配慮している。
- 2008年7月1日 - 一部改良を施すとともに2009年モデルに移行。同時にガソリンエンジン搭載車の「CITY」と、スポーティな外観とした4WD・6速MTモデルのLEプラス「SPORTY」を追加。QR25DEベースの2.5Lガソリンエンジンにルノーサムスン車初となるジヤトコ製エクストロニックCVTを搭載した「CITY」は、最高出力171馬力で約11.2km/Lの好燃費であるという。また、2Lディーゼルエンジン「dCi」を採用した「SPORTY」も173馬力と他のモデル（150馬力）よりも出力が向上している[注釈 4]。
- 2009年
  - 4月 - LEとLE25をベースにガラスサンルーフ、スポイラー、マフラーカッター、フロントアンダーガードなどを追加した特別仕様「ADVENTURE（アドベンチャー）」を発売。また同月、輸出台数が5万台を突破した。
  - 5月 - 「ルノー・コレオス」として中国に550台を輸出、以降中国市場への本格輸出計画を発表。中国のルノーディーラー33店舗を通じて販売。同月には日本への輸出も開始。
  - 9月1日 - オンロード志向を強めた「フェアウェイ」を追加（2WDのみ）。18インチ専用アルミホイール+コンチネンタル製タイヤ、リヤルーフスポイラー、ベージュ色の本皮革シートなどを装備し、高級感とスポーティさを巧みに演出している。フェアウェイの登場と同時に従来のSE、LEプラス、LE25プラス、ディーゼルの6MTは廃止された。
- 2010年
  - 1月5日 - 2010年モデルに移行。ガソリン車全車 (CITY) の燃費を11.2km/Lから11.8km/Lに向上。特別仕様車「フェアウェイ」「フェアウェイ25」が廃止され、「LEプラス」「LE25プラス」が復活。全車にルーフスポイラーを標準装備とし、ボディカラーにグレーとスーパーシルバーを追加した。REに標準装備のアルミホイールを新デザインとし、オプションでフェアウェイに装備されていた18インチアルミホイール+コンチネンタル製タイヤも選択可能とした。インテリアはメータパネルにクローム加飾を追加するとともに、シート地も新色とした。ハード面に関してはVDC+タイヤ空気圧検知システムを設定。オーディオについては全車Bluetooth/iPod/USB対応とし、車速感応ボリュームコントロールを採用した。また、ナビゲーションをジョイスティック方式の「スマートiナビゲーション」とした。
  - 7月1日 - 2011年モデルに移行。ディーゼル車の燃費を向上させるとともに、全車にクローム/シルバー処理を施したフロントグリルを装着。ディーゼル「SE」の4WDとBOSEオーディオシステムや本皮革シート、クロームホイールなどを装着した特別仕様「BOSEスペシャルエディション」（2WDのみ）を追加。代わりに「LEプラス」「LE25プラス」を廃止。
- 2011年2月8日 - SEをベースにバックセンサー、本皮革シート、本皮革ステアリングなどを追加した「SE　プレミアムパッケージ」を発売。

#### 中期（2011年-2014年）
- 2011年6月23日 - 2012モデル（NEW QM5）として発表・発売。
- 外装はラジエーターグリルも含めたフロント周りが一新され、全長が5mm伸びて4,525mmとなった。サイドターンレンズがフロントフェンダー上からドアミラー内に移設され、一部グレードについてはアルミホイールのデザインも一新された[注釈 5]。ただしインテリア、ならびにリヤ周りに関してはメーターとシート表皮以外、大きな変更はされていない。ボディカラーについては、2トーン配色が廃止され、新色「メイプルレッド」を含めた計6色を設定。エンジン性能は出力こそ変わらないが、環境性能と燃費がわずかながら向上されている。このMCを機にグレード名に「LEプラス」が三たび復活している。
- 2012年
  - 7月2日 - 2013モデルに移行。「ブラウンインテリアパッケージ」が設定され、前後スキッドプレートを全車に、サイドエアバッグを「LE」以上の全車に標準装備とした。同時に、アルミホイールのデザインも変更されている。尚、ラインアップはディーゼルについては変更なしだが、ガソリンは「SE25」「LE25」がラインナップから落ち、「LE25プラス」は「LEプラス」に変更された。
  - 11月13日 - サロモンとのコラボレーションによる特別仕様車「サロモンエディション」を発売。ロゴ入り専用シート、専用デカール、専用キッキングプレートなどを装備。「CITY」を含めた各タイプに設定。
- 2013年4月22日 - 2014モデルを発表・発売。フロントグリルとアルミホイールのデザインを変更。「CITY」はエンジンが2.5LからSM5と同じ2.0Lの「M4R」に変更され、価格を引き下げた。SM5やSM7で採用済のブラインド・スポット・ワーニング（BSW）を新たに設定し、運転時における側面の死角の低減に努めた。グレードも全てのトリムで「SE」「LE」「RE」を用意（当初、「RE」のみ2.0LディーゼルのFFは未設定だったが、遅れて追加。代わりにCITYのREを廃止）。

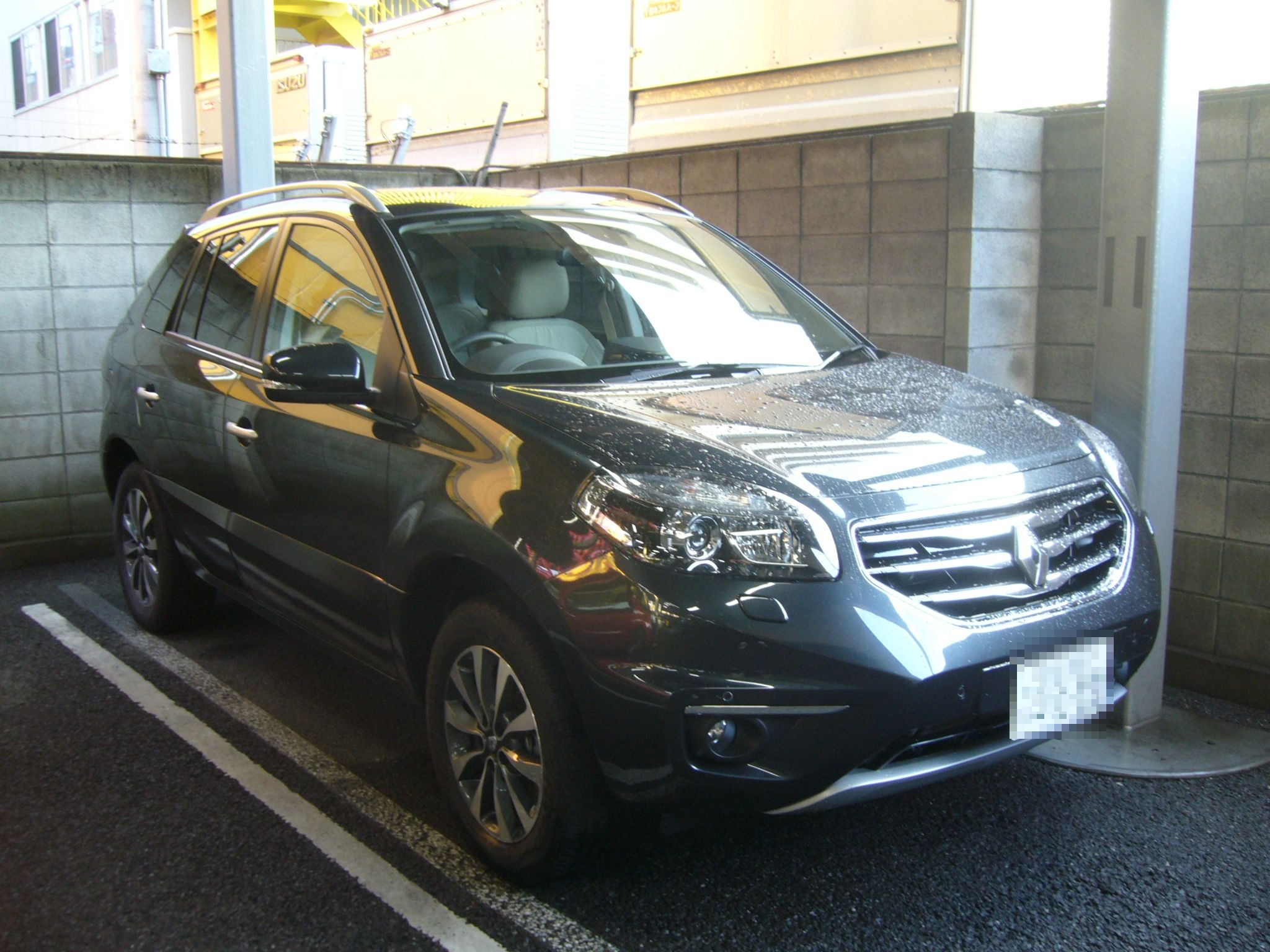
兄弟車のコレオス

#### 後期（2014年-2016年）
- 2014年
  - 1月22日、小改良。サブネームとして「Neo」を追加。エクステリアの主だった変更箇所はフロントバンパーとグリル、ボンネットの造形変更で、CIマーク以外はいずれもコレオスの後期モデルと同デザインとなる。インテリアについてはBピラーに送風口を追加し、快適性を向上。また、ガソリンモデルの「CITY」には最上級グレードの「RE」を復活設定。メカニズムに変更はない。
  - 11月3日、最上級グレード「RE」をベースに、内外装パーツにレッドのアクセントを加えた「R4U（＝Red for You）エディション」を設定。ボディカラーはクリムゾンレッドとブラックから選択可能で、ガソリン（FFのみ）、ディーゼル（FFと4WD）の両方に設定される。尚、SM3のR4Uエディションも同日、同時に発表された。
- 2015年3月2日、小改良。クリムゾンレッドを含む一部外板色の追加とフロントバンパーにLEDデイライトを追加。グレードはR4Uエディションが廃止され、再び「SE」「LE」「RE」の3種に。
- 2016年からはエンジンが2.0L「M4R」のみとなり、同年9月のQM6登場以降は在庫販売のみとなり、在庫が完売した同年11月末をもって公式サイトから消えた。

## 車名の由来
車名の「QM5」はQは追求という意味の「Quest」、Mはドライブを意味する「Motoring」のそれぞれの頭文字、5は車格を意味する。

## メカニズム
搭載するエンジンはルノーと日産自動車が共同開発した「M9R」と呼ばれるコモンレール式2.0Lディーゼルエンジン（dCi）と日産のQR25DEをベースにした「2TR」と呼ばれるCVTCガソリンエンジンの2種類。前者については上述にもあるように2008年7月～2009年8月まで6速MTを搭載した高出力モデルもラインナップされていた（LEプラス「SPORTY」）。後者については2013年5月の改良で2.0LのCVTCエンジン「M4R」に換装された。2009年9月以降、変速機についてはディーゼルエンジンの場合全車マニュアルモードつき6速AT、ガソリンエンジンは全車エクストロニックCVTとなる。また、日産独創の4WDシステム（ルノーサムスン呼称はオールモード4WD）やプラットフォーム（Cプラットフォーム）はデュアリスやローグとの共用である。衝突安全性能については兄弟車種コレオスとともにユーロNCAP最高の☆☆☆☆☆（五つ星）を獲得するなど高次元の安全性を確保している。
室内の使い勝手についても使う人の立場になって徹底的に考えられており、車内後方のレバー操作を行うだけでリアシートが倒れ、スキー板やスノーボード板などの長尺物やゴルフバッグ4セットの積載が可能である。またリアゲートはクラスで唯一大開口が可能な上下2分割式（通称：クラムシェル・テールゲート）を採用した上、その下板は最大耐荷重200kgのため大人2人が座ることも充分可能である。